# Pfarrkirche Hollbruck

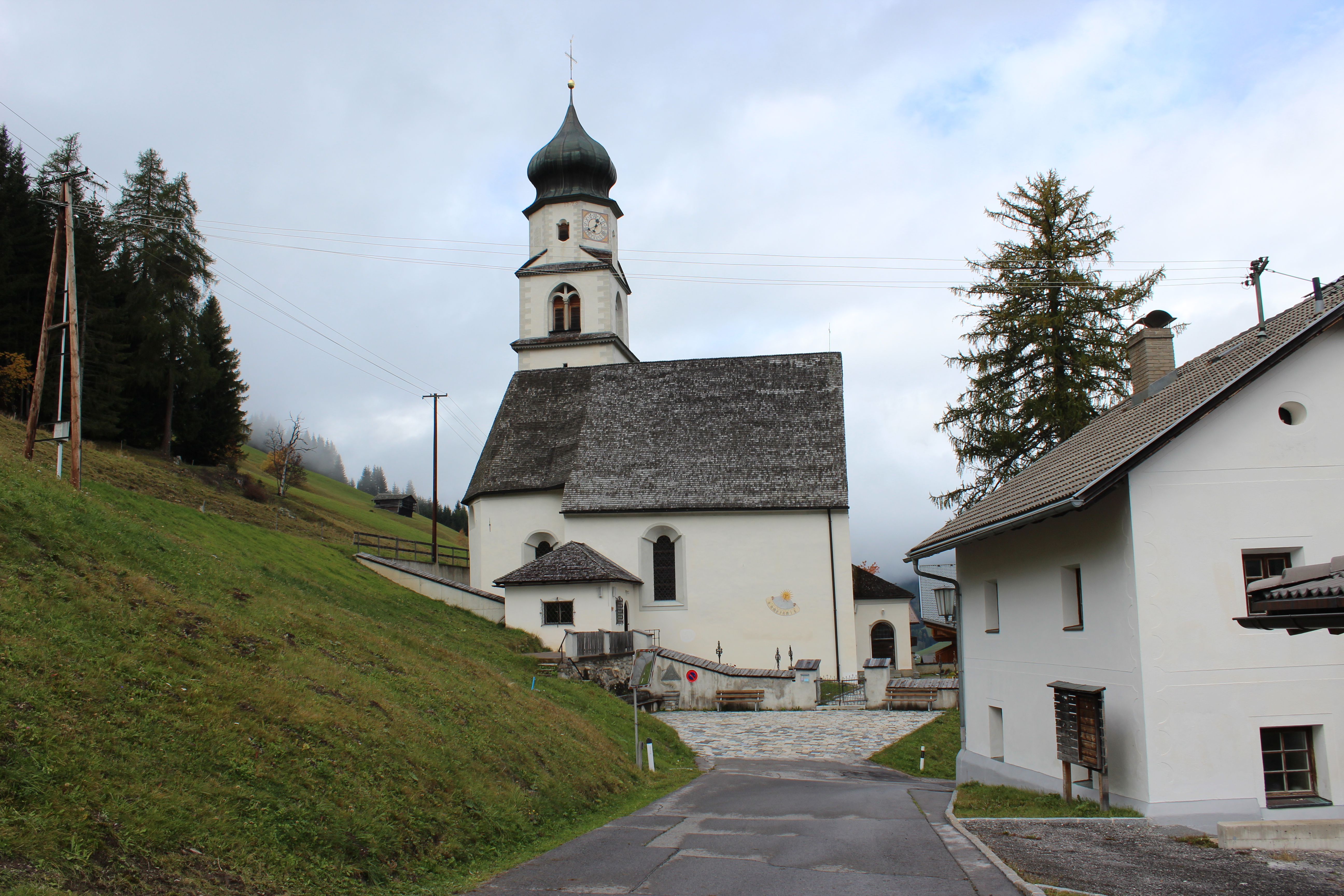
Katholische Pfarr- und Wallfahrtskirche Unserer Lieben Frau Mariahilf in Hollbruck

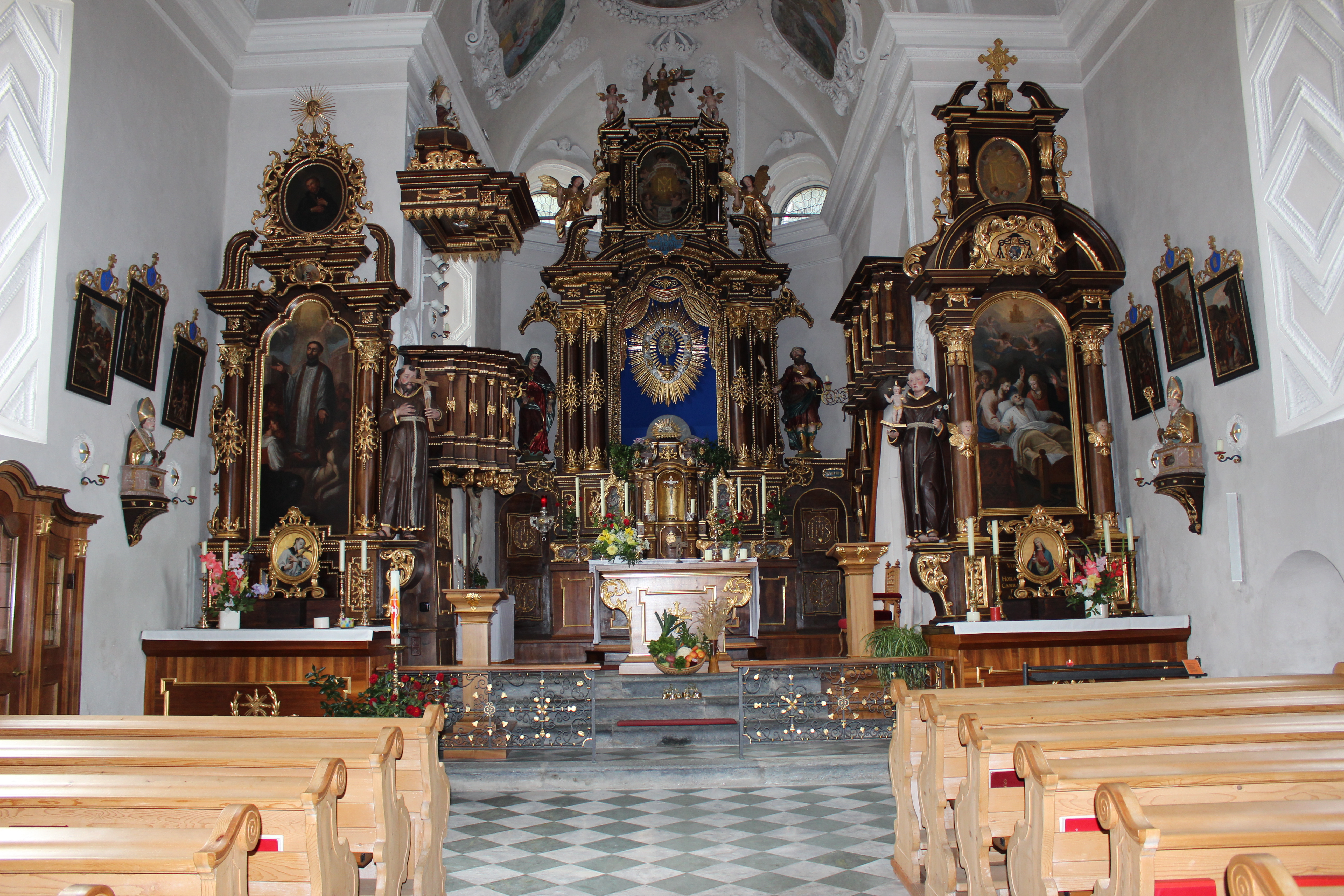
Langhaus, Blick zum Chor

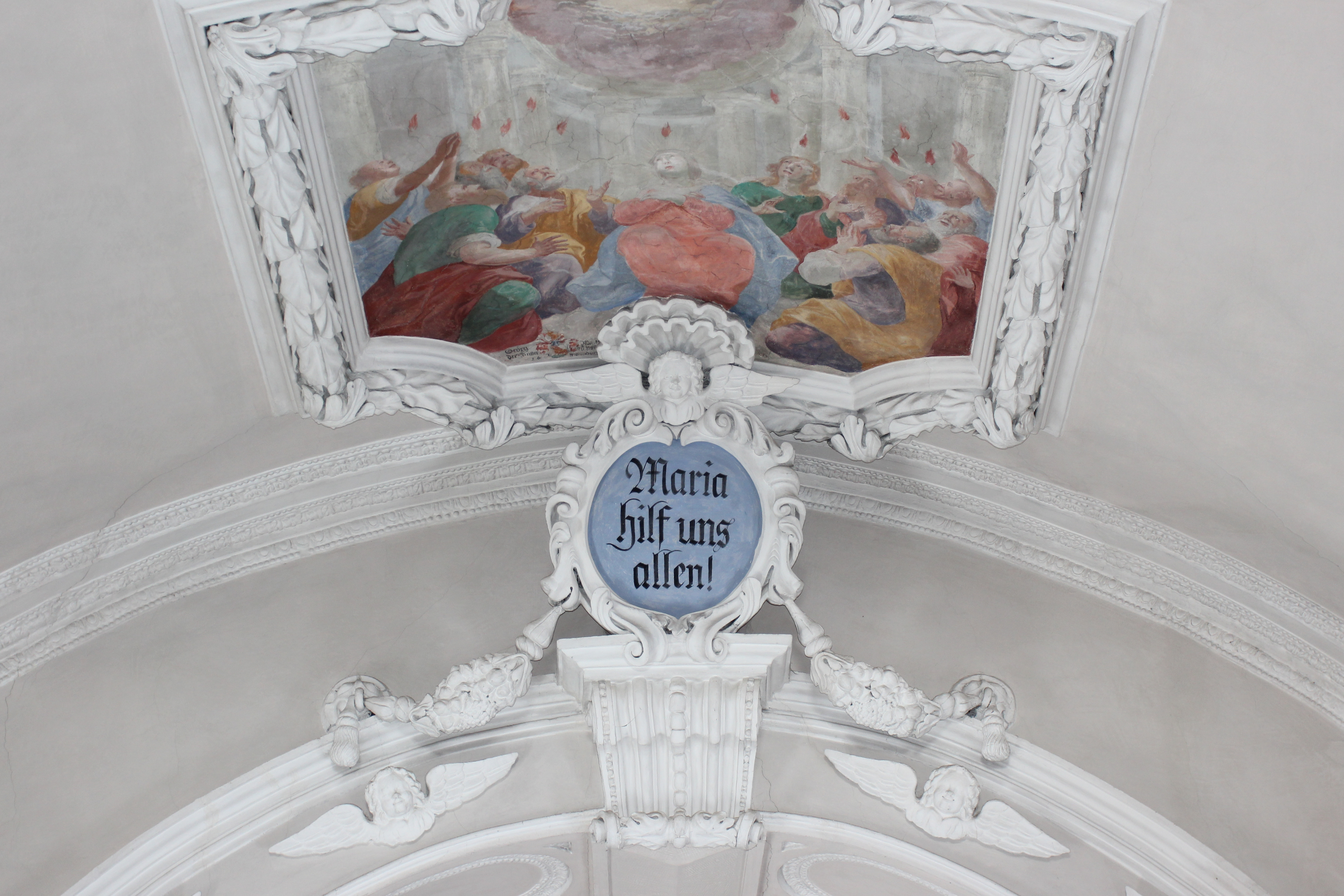
Gewölbemalerei

Die römisch-katholische Pfarr- und Wallfahrtskirche Hollbruck steht in reizvoller Lage mit prächtigem Blick über das Pustertal in der Ortschaft Hollbruck in der Gemeinde Kartitsch im Bezirk Lienz im Bundesland Tirol. Die dem Patrozinium Unserer Lieben Frau Mariahilf unterstellte Pfarrkirche gehört zum Dekanat Sillian in der Diözese Innsbruck. Die Kirche steht unter Denkmalschutz (Listeneintrag).

## Geschichte
1650 wurde eine Kapelle geweiht. Der Kirchenbau wurde von 1680 bis 1685 nach den Plänen des Architekten Michael Niedergratscher erbaut und 1688 geweiht. Die Vorhalle und der Sakristeianbau entstanden um 1960.
1782 eine Lokalkaplanei wurde die Kirche 1891 zur Pfarrkirche erhoben.

## Architektur
Die barocke Kirche ist von einem Friedhof mit Umfassungsmauer umgeben.
Das Kirchenäußere zeigt ein einfaches Langhaus und einen polygonalen Chor unter einem steilen Satteldach. Das spitzbogige Portal mit einer Granitsteinrahmung zeigt die Jahreszahl 1684. Der Turm steht rechts vom Chor, er geht über den Schallfenster in ein Achteck über und trägt eine Zwiebelhaube durch den Baumeister Kaspar Kaser 1697/1699.
Das Kircheninnere zeigt ein einschiffiges Langhaus unter einem Tonnengewölbe, der Chorbogen ist rundbogig, der Chor mit einem Dreiseitschluss hat Lunettenfenster und ein Tonnengewölbe mit Stichkappen. Langhaus und Chor haben ein umlaufendes Gesims. Die Fenster haben einen abgesetzten Rundbogen. Die Empore ist flachbogig unterwölbt.
Die qualitätsvollen Stukkaturen schuf die Werkstatt Gallus Apeller mit dem Meister Georg Holzmeister. Die Gewölbemalereien malte Gabriel Kessler 1686 gemeinsam mit seinem Sohn, die zehn Secco-Malereien mit schweren Stuckrahmen zeigen Szenen aus dem Leben Mariens.

## Ausstattung
Die Altäre schuf der Tischler Voltener 1686 mit reichen Knorpelwerkornament.
Der Hochaltar mit Säulen und Gebälkstücken und einem gesprengten geschweiften Giebel mit Engelsfiguren und einem Aufsatz mit Putti und hl. Michael mit der Seelenwaage, Engel und hl. Michael schuf der Bildhauer Franz Rasner 1662, das Hochaltarbild Mariahilf ist aufziehbar und hat dahinter eine Monstranz im Strahlenkranz mit Gnadenbild als kleine tönerne Mariahilf-Figur. Im Aufsatz zeigt der Hochaltar die Verehrung des Namens Maria und die seitlichen Figuren Joachim und Anna.
Der linke Seitenaltar mit Säulenaufbau und reich profilierten Gebälkstücken und einem geschweiften gesprengten Giebel zeigt die Bilder Franz Xaver predigt den Indern von Gabriel Kessler und im Aufsatz hl. Josef und seitlich die Statue hl. Franz von Assisi. Der rechte Seitenaltar mit Säulenaufbau, verkröpftem Segmentgiebel und im Aufsatz mit gesprengtem Giebel zeigt das Bild Tod des hl. Josef von Gabriel Kessler 1688 und seitlich die Statue hl. Antonius von Padua, der Altar zeigt das Wappen und Inschrift des Innichner Propstes Josephus Horatius Antonius Carrara als Stifter.
In Nischen des Langhauses stehen Statuen, Maria Immaculata von Alois Winkler und Herz Jesu von Josef Bachlechner der Ältere um 1900.
Die Orgel baute Karl Reinischs Erben 1938.